# Brino da Saxônia Meridional
Brino (em inglês antigo: Bryni) foi duque dos saxões meridionais do final do século VII ao começo do século VIII. Em 700, concedeu 4 hidas em Hileigh ao abade e futuro bispo Edberto de Selsey.